# Ringo the 4th
Albums de Ringo Starr
Ringo's Rotogravure
(1976) Scouse the Mouse
(1977)
Ringo the 4th est le 6e album solo de Ringo Starr, paru en 1977. Peu apprécié par la critique comme par le public, cet album ouvre une période peu faste de la carrière de l'artiste.

## Liste des chansons
1. Drowning In The Sea Of Love (Kenny Gamble/Leon Huff) – 5:09
2. Tango All Night (Richard Starkey/Vini Poncia) – 2:58
3. Wings (Richard Starkey/Vini Poncia) – 3:26
4. Gave It All Up (Richard Starkey/Vini Poncia) – 4:41
5. Out On The Streets (Richard Starkey/Vini Poncia) – 4:29
6. Can She Do It Like She Dances (Steve Duboff/Gerry Robinson) – 3:12
7. Sneaking Sally Through The Alley (Allen Toussaint) – 4:17
8. It's No Secret (Richard Starkey/Vini Poncia) – 3:42
9. Gypsies In Flight (Richard Starkey/Vini Poncia) – 3:02
10. Simple Love Song (Richard Starkey/Vini Poncia) – 2:57

## Fiche de production

### Interprètes
- Ringo Starr : batterie, chant
- David Spinozza guitare
- John Tropea : guitare
- Jeff Mironov : guitare
- Cornell Dupree : guitare
- Lon Van Eaton : guitare
- Dick Fegy : guitare
- Danny Kortchmar : guitare
- David Bromberg : guitare
- Tony Levin : basse
- Chuck Rainey : basse
- Hugh McDonald : basse
- David Foster : claviers, clavinet, piano
- Richard Tee : clavinet, piano
- Don Grolnick : claviers
- Jeff Gutcheon : claviers
- Ken Bichel : claviers
- Steve Gadd : batterie
- Michael Brecker : saxophone
- Randy Brecker : trompette
- Don Brooks : harmonica
- Arnold McCuller, Brie Howard, David Lasley, Debra Gray, Duitch Helmer, Jimmy Gilstrap, Joe Bean, Luther Vandross, Lynn Pitney, Marietta Waters, Maxine Anderson, Melissa Manchester, Rebecca Louis, Robin Clark, Vini Poncia, Bette Midler : chœurs